# William B. Spencer

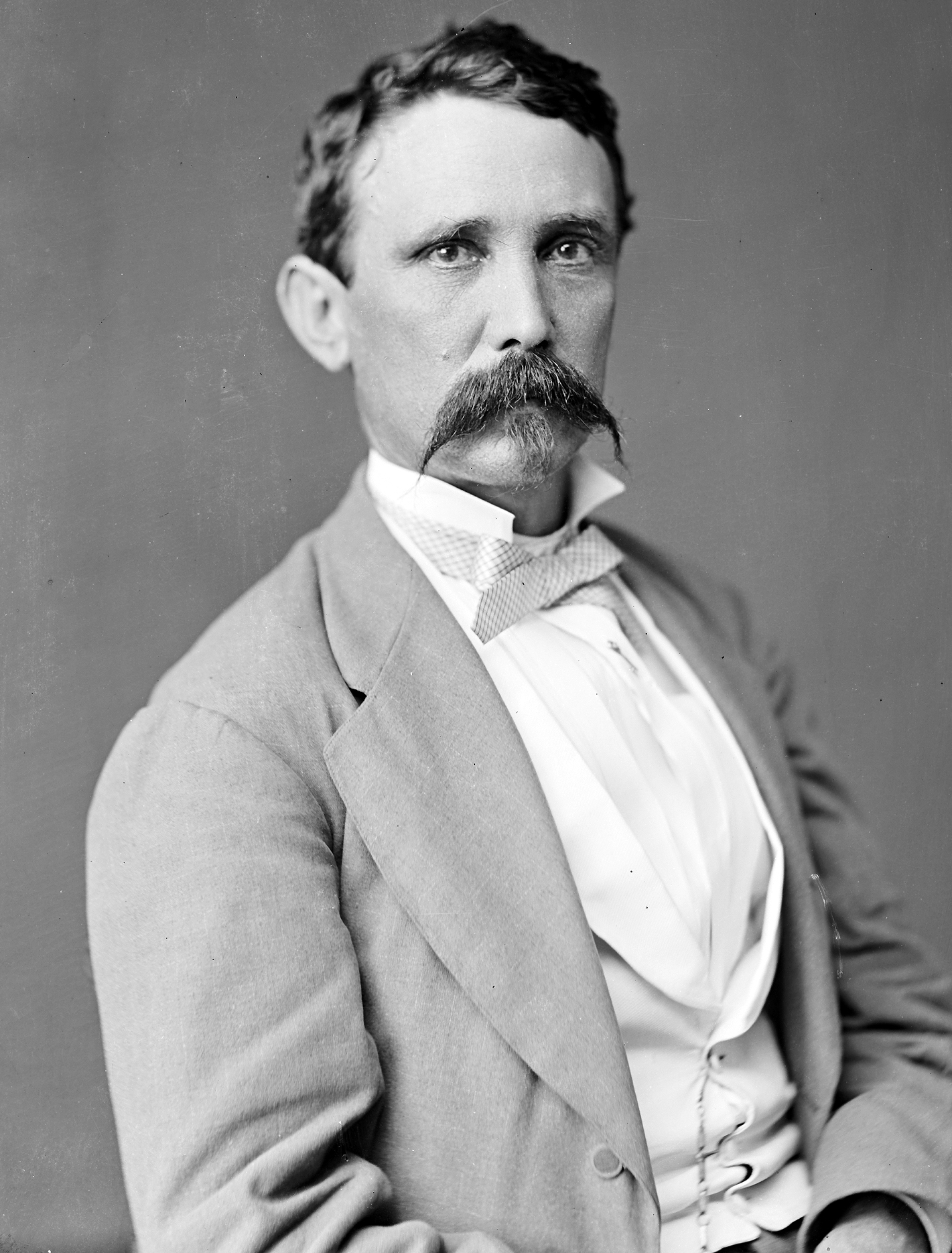
William B. Spencer

William Brainerd Spencer (* 5. Februar 1835 im Catahoula Parish, Louisiana; † 12. Februar 1882 in Córdoba, Mexiko) war ein US-amerikanischer Politiker. Zwischen 1876 und 1877 vertrat er den Bundesstaat Louisiana im US-Repräsentantenhaus.

## Werdegang
William Spencer genoss in seiner Jugend eine private Schulausbildung. Danach besuchte er bis 1855 das Centenary College in Jackson. Nach einem anschließenden Jurastudium an der University of Louisiana in New Orleans und seiner im Jahr 1857 erfolgten Zulassung als Rechtsanwalt begann er in Harrisonburg in seinem neuen Beruf zu arbeiten. Während des Bürgerkrieges war Spencer bis 1863 Hauptmann im Heer der Konföderierten Staaten. Er wurde 1863 von Truppen der Union gefangen genommen und bis zum Kriegsende im Jahr 1865 in einem Gefangenenlager in Ohio interniert.
Im Jahr 1866 begann er in Vidalia wieder als Anwalt zu praktizieren. Politisch wurde er Mitglied der Demokratischen Partei. Bei den Kongresswahlen des Jahres 1874 unterlag er im fünften Wahlbezirk von Louisiana dem republikanischen Amtsinhaber Frank Morey. Spencer legte aber gegen den Ausgang der Wahl Widerspruch ein. Nachdem diesem entsprochen wurde, konnte er am 8. Juni 1876 in das US-Repräsentantenhaus in Washington, D.C. einziehen und Moreys Mandat übernehmen. Spencer übte sein neues Amt aber nur bis zum 8. Januar 1877 aus. Dann legte er sein Mandat nieder, weil er zum Richter am Louisiana Supreme Court ernannt worden war.
William Spencer bekleidete sein Richteramt bis zum Jahr 1880. Danach arbeitete er als Rechtsanwalt in New Orleans. Er starb am 12. Februar 1882 während eines Aufenthaltes in Mexiko und wurde in Baton Rouge beigesetzt.